# Schedocentrus andinus
Schedocentrus andinus är en insektsart som beskrevs av Max Beier 1960. Schedocentrus andinus ingår i släktet Schedocentrus och familjen vårtbitare. Inga underarter finns listade i Catalogue of Life.